# Decker Automobile Company
Decker Automobile Company war ein US-amerikanischer Hersteller von Automobilen.

## Unternehmensgeschichte
Ward Decker leitete die Automatic Telephone Exchange Company bzw. Decker Automatic Telephone Exchange Company in Owego im US-Bundesstaat New York. Außerdem stellte er ab 1902 Automobile her, die als Decker vermarktet wurden. Erst Anfang 1903 gründete er das Unternehmen. Im Sommer desselben Jahres gab es Pläne für eine Fabrik in Binghamton, die nicht mehr umgesetzt wurden. Noch 1903 endete die Produktion.
Insgesamt entstanden mindestens drei Fahrzeuge, wahrscheinlich ein paar mehr.

## Fahrzeuge
Im Angebot standen kleine und leichte Fahrzeuge. Ein Einzylindermotor mit anfangs 5,5 PS Leistung trieb über eine Kardanwelle die Hinterachse an. Der offene Runabout bot Platz für zwei Personen. Gelenkt wurde mit einem Lenkrad.
1903 wurde die Motorleistung auf 7 PS erhöht.